# Tubíba
Scaptotrigona tubiba  é uma abelha social da subfamília dos meliponíneos, presente em vários estados do Brasil.

## Outros nomes e etimologia
Esta espécie de abelha também é chamada de tubíba, tapissuá, tubi, tubi-bravo, tuibá ou boca-raza